# Heuchera hallii
Heuchera hallii är en stenbräckeväxtart som beskrevs av Asa Gray. Heuchera hallii ingår i släktet alunrötter, och familjen stenbräckeväxter. Inga underarter finns listade i Catalogue of Life.

## Bildgalleri

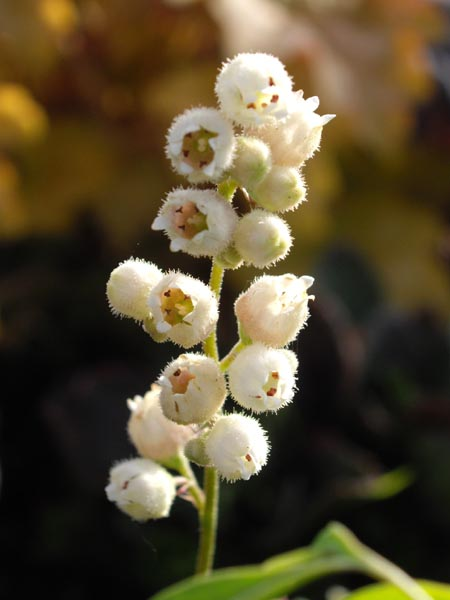
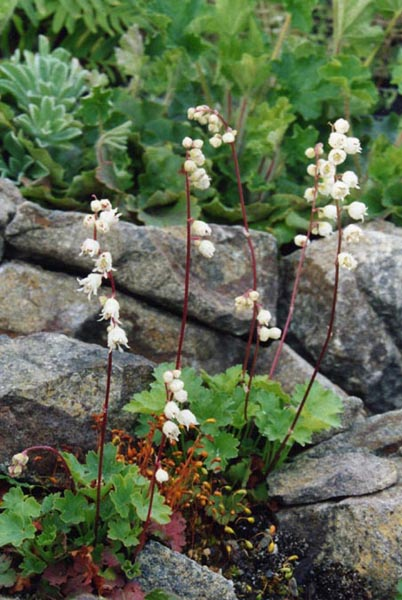